# Witkruinshamalijster
De witkruinshamalijster (Copsychus stricklandii) is een zangvogel uit de familie van de Muscicapidae (vliegenvangers). Deze vogel is genoemd naar de Engelse ornitholoog Hugh Edwin Strickland.

## Kenmerken
De witkruinshamalijster is 25 cm lang. Deze vogel lijkt in uiterlijk en gedrag sterk op de (gewone) shamalijster, met als enige verschil een witte kruin.

## Verspreiding en leefgebied
Deze soort komt voor in het noorden van Borneo en op Pulau Banggi.

## Status
De witkruinshamalijster komt niet als aparte soort voor op de lijst van het IUCN, maar is daar een ondersoort van de shamalijster (C. malabaricus stricklandii).